# Опіати

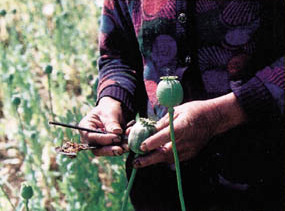
Збір опіуму з маку

Хімічна структура кодеїну

Хімічна структура морфіну

Опіати — алкалоїди опійного маку (лат. Papaver somniferum), з класу ізохінолінових алкалоїдів, та їх прямі напівсинтетичні похідні, синтезовані з рослинних алкалоїдів опію, що взаємодіють з опіатними рецепторами людини та ссавців. Ліки на основі опіатів використовуються людьми вже понад 5 000 років. Найвідомішими представниками опіатів є морфін, героїн, кодеїн, тебаїн та носкапін.

## Історія терміну
Спочатку опіатами традиційно вважали препарати, що містять алкалоїди опію, такі як «Лауданум», «Омнопон» тощо. Пізніше термін «опіат» поширився на молекули, отримані з природних алкалоїдів опію, і довгий час використовувався для позначення речовин з опієподібною дією. Однак після відкриття опіоїдних рецепторів у 1970-х роках з'явилося нове, дещо вужче визначення. У сучасній фармакології цей термін переважно використовується для позначення алкалоїдів опію та непептидних напівсинтетичних препаратів, отриманих на їх основі. В інших визначеннях термін «опіат» вважається синонімом терміну «опіоїд», який, окрім алкалоїдів опію, включає інші природні, напівсинтетичні та повністю синтетичні речовини з морфіноподібними властивостями.

## Опис
Опіати знімають біль, діючи агоністично, антагоністично або частково агоністично на опіатні рецептори.
Коли опіати потрапляють в організм, вони зв'язуються зі специфічними молекулами, які називаються опіоїдними рецепторами, на певних нервових клітинах головного та спинного мозку, а також по всьому тілу. Ці рецептори взаємодіють з природними молекулами в організмі, регулюючи основні функції — таким чином допомагаючи контролювати біль, регулювати дихання та реагувати на стрес. Коли опіоїдні препарати зв'язуються з рецепторами, які передають больові сигнали від тіла до мозку, вони викликають зміни в нервових клітинах, які можуть зупинити передачу больових сигналів у спинному мозку, а також притупити сприйняття болю мозком. Все це робить опіати ефективними знеболювальними.
Однак тривале вживання опіатів зазвичай викликає психологічну та фізичну залежність. Протягом XX-го століття синтетичні опіоїди почали виробляти штучно, багато з них на початку XX-го століття, в спробі створити опіоїди для медичного застосування як замінники морфіну і героїну, які не мали б небажаних токсичних побічних ефектів, в тому числі звикання, але такі речовини, як було задумано спочатку, так і не були вироблені. Вплив опіатів на організм полягає в наступному:
- знеболювальна дія (полегшення болю)[8];
- седація[11];
- відчуття ейфорії та розслаблення[8];
- міоз (надмірне звуження зіниць).

Поширені побічні ефекти можуть включати:
- пригнічення дихання[12];
- пригнічення центральної нервової системи[11];
- депресія[11];
- зміни в мисленні, включаючи труднощі з концентрацією чи прийняттям рішень[13];
- запаморочення[11];
- підвищення тонусу кишечника, закрепи, спазм гладеньких м'язів;
- нудота, блювання і сухість у роті[11];
- низький рівень тестостерону (може призвести до зниження статевого потягу)[11];
- толерантність (з часом знадобиться збільшення дози ліків для того ж полегшення болю)[11];
- синдром відміни.

## Структура
Опіати належать до великої біосинтетичної групи бензилізохінолінових алкалоїдів і названі так, оскільки вони є природними алкалоїдами, що містяться в опійному маку. Алкалоїди, які не впливають на центральну нервову систему, не вважаються опіатами. Але деякі опіоїди є алкалоїдами, а деякі — пептидами. Загальними структурними ознаками є ароматичне кільце та атом азоту, який заряджений при нейтральному pH. Алкалоїди (наприклад, морфін) містять безліч злитих кілець, що призводить до Т-подібної структури. Опіатний морфін — це Т-подібна молекула, що містить ароматичне кільце (зверху) та азот (знизу праворуч). Пептиди (такі як енкефалін) несуть позитивно заряджений атом азоту на своєму амінокінці та ароматичне кільце як одну з бічних ланцюгів амінокислот.
У той же час широко використовується термін «опіоїди», що позначає речовини будь-якої будови, що мають морфіноподібну дію (внаслідок збудження тих же рецепторів, на які діє морфін), зокрема, фенциклидин, метадон, фентаніл, кетамін, ендогенні пептиди і ін.. Іншим прикладом можуть служити ефедрон, кокаїн, амфетаміни і деякі інші речовини, які, сильно різняться за структурою, викликають подібні психічні та соматичні ефекти, що і служить підставою для їх об'єднання в групу психостимуляторів. Слід зазначити, що теоретичною основою подібності дії (опосередковуваним зв'язуванням специфічних рецепторів) має бути подоба структур діючих молекул, або принаймні їх конформацій.

## Синтез
Виробництво матеріалів за допомогою інженерної кишкової палички широко вивчалося з 1960-х років, і накопичилась інформація, пов'язана з метаболічною інженерією. Основними цілями виробництва є первинні метаболіти, включаючи амінокислоти. Оскільки опіати синтезуються з двох молекул тирозину, висока амінокислотна продуктивність E. coli корисна для побудови практичної системи виробництва опіатів. E. coli демонструє вищу продуктивність опіатних проміжних продуктів, таких як L-тирозин10, L-допа5,11, тетрагідропапаверолін (THP) 12 та ретикулін12, ніж дріжджові системи. Тому для побудови практичної системи виробництва опіатів ми вибрали E. coli як основний фактор виробництва.
Такі опіати, як морфій і кодеїн, в основному отримують шляхом екстракції з опійного маку. Також було досліджено ферментативне виробництво опіатів у мікробів, а нещодавно у дріжджах здійснено повний біосинтез опіатів із простого джерела вуглецю. Кишкова паличка служить ефективною платформою для загального синтезу опіатів. Тебаїн, найважливішу сировину в опіоїдних препаратах, отримують поетапною культурою чотирьох інженерних штамів з виходом 2,1 мг з гліцерину, що відповідає 300-кратному зростанню порівняно з нещодавно розробленими системами дріжджів. Це покращення, імовірно, зумовлене сильною активністю ферментів, пов'язаних із синтезом тебаїну з (R)-ретикуліну в E. coli. Крім того, додавши два гени до системи виробництва тебаїну, можна отримати біосинтез гідрокодону, клінічно важливого опіоїду.

## Опіоїдні рецептори
Три основні типи опіоїдних рецепторів — μ, Δ і κ (мю, дельта і каппа), були визначені та описані їх молекулярні структури. Існує три класичні опіоїдні рецептори (DOP, KOP і MOP), тоді як рецептор NOP вважається неопіоїдною гілкою сімейства опіатних рецепторів. Ці рецептори належать до великого сімейства рецепторів, які мають 7 трансмембранних доменів амінокислот.

## Механізм дії
Опіоїдні препарати діють як у центральній, так і в периферичній нервовій системі. Усередині центральної нервової системи опіоїди впливають на багато областей, включаючи спинний мозок. У периферичній нервовій системі дії опіоїдів як у міентеріальному сплетенні, так і в підслизовому сплетенні в стінці кишки відповідають за потужний запорний ефект опіоїдів. У периферичних тканинах, таких як суглоби, опіоїди впливають на зменшення запалення.
Опіоїди впливають на нейрони, діючи на рецептори, розташовані на мембранах клітин нейронів. Опіати можуть діяти на ці рецептори як агоністи, антагоністи або часткові агоністи. Опіатні агоністи зв'язуються з G-білковими рецепторами, викликаючи гіперполяризацію клітин. Більшість клінічно значущих опіоїдних анальгетиків зв'язуються з MOP-рецепторами в центральній і периферичній нервовій системі в агоністичний спосіб, викликаючи аналгезію.
Фармакологічні дослідження показали, що природний опіоїдний пептид, b-ендорфін, переважно взаємодіє з μ-рецепторами, енкефаліни з Δ-рецепторами та динорфін з κ-рецепторами. Морфін має значно вищу спорідненість до μ-рецепторів, ніж до інших опіоїдних рецепторів. Антагоніст опіоїдів, налоксон, інгібує всі опіоїдні рецептори, але має найвищу спорідненість до μ-рецепторів. Всі 3 рецептори виробляють знеболення, коли до них зв'язується опіоїд. Однак активація κ-рецепторів не породжує стільки фізичної залежності, скільки активація μ-рецепторів. Опіоїдні рецептори та багато інших мембранних рецепторів пов'язані з білками, що зв'язують нуклеотиди гуаніну, відомими як G-білки. G-білки складаються з 3 субодиниць (a, b і g). Коли рецептор зайнятий, субодиниця роз'єднується і утворює комплекс, який взаємодіє з клітинними системами.
Опіоїди діють на двох ділянках — пресинаптичній нервовій терміналі та постсинаптичному нейроні. Постсинаптичні дії опіоїдів, як правило, гальмують. Пресинаптична дія опіоїдів полягає у пригніченні вивільнення нейромедіаторів, і це вважається їх основним впливом на нервову систему. Однак остаточний ефект опіоїда в головному мозку є результатом не тільки його дії на численні пресинаптичні ділянки як на гальмівні, так і збудливі нейрони, а й його постсинаптичної дії. Наприклад, пресинаптичне інгібування вивільнення нейромедіатора може призвести до збуджуючих ефектів у нейроні-мішені, якщо нейромедіатор зазвичай виробляє інгібуючий ефект. Однак, якщо опіоїд також має постсинаптичну інгібуючу дію на нейрон-мішень, збудливі ефекти можуть не відбутися. Таким чином, розташування та щільність опіоїдних рецепторів на нейроні визначає загальний вплив опіоїдів на нейрон.
Нервова система включає нейрони багатьох різних типів, які відрізняються за розміром, формою, функцією та хімічною природою нейромедіаторів, що виділяються з їх терміналів для передачі інформації іншим нейронам. Морфін, впливаючи на μ-рецептори, пригнічує вивільнення кількох різних нейромедіаторів, включаючи норадреналін, ацетилхолін та нейропептид, речовина P.
Біль, як правило, асоціюється з підвищеною активністю в первинних сенсорних нейронах, викликаних сильними механічними або термічними подразниками, або хімічними речовинами, що виділяються при пошкодженні тканин або запаленні. Первинні сенсорні нейрони, що беруть участь у відчутті болю, вивільняють переважно речовину Р і глутамат у спинному мозку. Ноцицептивна інформація передається в мозок через спиноталамічні шляхи. Ця висхідна інформація може активувати низхідні шляхи із сірої зони периакведуктального середнього мозку, які здійснюють гальмівний контроль над спинним рогом.
Опіоїдні рецептори присутні в багатьох регіонах нервової системи, які беруть участь у передачі та контролі болю, включаючи первинні аферентні нейрони, спинний мозок, середній мозок та таламус. Фізіологічна роль опіоїдних пептидів, що зустрічаються в природі, у регулюванні передачі болю не є чіткою. Однак за патологічних станів активується ендогенна опіоїдна система.
Опіоїдні препарати виробляють знеболення шляхом дії на декількох рівнях нервової системи, зокрема, пригнічення вивільнення нейромедіатора з первинних аферентних кінцевих частин спинного мозку та активації низхідних інгібуючих контролів у середньому мозку.
Основним прогресом у розумінні больових механізмів стало визнання того, що постійна активність у ноцицептивних шляхах може призвести до глибоких змін рівнів нейромедіаторів у первинних аферентних нейронах та до змін чутливості до опіоїдної аналгезії. Таким чином, невропатичний біль асоціюється зі зниженою чутливістю до опіоїдів, тоді як запальний біль може бути пов'язаний із підвищеною чутливістю до опіоїдів. Крім того, зміни, що відбуваються в больовій чутливості при хронічних больових станах, пояснюються активацією рецептора глутамату NMDA.
Опіоїди мають велику різноманітність тривалості та інтенсивності дії. Наприклад, період напіввиведення алфентанілу становить приблизно 1,5 години; тоді як метадон має період напіввиведення від 8 до 60 годин. Поглинання та ефект опіоїдів також можуть змінюватися залежно від способу введення, деякі приклади — це пластири з фентанілом або пероральні препарати тривалої дії оксикодону та морфіну. Деякі, такі як дифеноксилат та лоперамід, майже не мають жодного ефекту, крім придушення перистальтики кишечника. Опіоїди, такі як метадон, можуть значно продовжити інтервал QT. Опіоїди іноді можуть спричинити серотоніновий синдром, особливо коли їх дають пацієнтам, які вже приймають різноманітні психоактивні препарати (наприклад, антидепресанти). Існує змінна сукупність знань, що інтенсивність та якість реакції на опіоїди можуть суттєво відрізнятися у пацієнтів, що може бути не пов'язано з толерантністю.

## Використання
Опіоїди відіграють важливу роль в охороні здоров'я, оскільки вони мають заспокійливий, знеболювальний і певною мірою розслаблюючий ефект. Ефект варіюється, серед іншого, залежно від типу болю та типу опіоїда, про який йде мова. При більш високих дозах опіоїди, як правило, викликають ейфорію.
Опіоїди поділяються на сильні та слабкі. Вони обидва мають однаковий вплив на організм, але те, що відрізняє групи, полягає в тому, що знеболювальний ефект сильних опіоїдів сильніший.
В охороні здоров'я опіоїди використовуються як знеболювальні анальгетики на етапі 2 та етапі 3 на больовій драбині, тобто помірно сильний до сильного болю. Однак, знеболювальний ефект опіоїдів для людей похилого віку із загальними тривалими больовими станами, такими як остеоартроз, діабетична нейропатія та компресія хребців, як правило, дуже малий порівняно з плацебо. Серед людей похилого віку з такими тривалими болями також існує певний ризик незвичних, але серйозних побічних ефектів.

## Звикання та залежність
Тривале вживання опіатів призводить як до залежності, так і до звикання. Наркоманія визначається за соціальними критеріями, тоді як звикання проявляється розвитком симптомів абстиненції, як психічних, так і фізичних.
Толерантність і залежність, спричинені хронічним вживанням героїну або інших опіоїдів, вищі, ніж для будь-якої іншої групи препаратів. Толерантність означає, що для досягнення того ж ефекту потрібні більші дози опіоїдів. Коли ступінь толерантності дуже виражений, максимальна реакція, яку можна отримати від опіоїду, також знижується. Толерантність в основному зумовлена десенсибілізацією рецепторів, індукованою функціональним роз'єднанням опіоїдних рецепторів від G-білків, тим самим від'єднуючи рецептори від їх ефекторних систем. Однак механізм цієї десенсибілізації досі не до кінця вивчений. Для досягнення початкового ефекту потрібно збільшувати дози, оскільки організм звикає до опіоїдів, що в кінцевому підсумку призводить до того, що людина, яка тривалий час перебуває у залежності, може вживати дози, які легко вбили б людину, яка не вживає опіоїдів.
Хоча залежність зазвичай супроводжує толерантність, вони є окремими явищами. Залежність маскується до тих пір, поки опіоїдний препарат не буде виведений з рецепторів або шляхом припинення вживання, або шляхом введення антагоніста опіоїдних рецепторів, такого як налоксон. Реакція абстиненції дуже складна і залучає багато ділянок мозку.
Залежність відбувається набагато швидше, ніж толерантність, і виведення, спричинене налоксоном, можна спостерігати після одноразового прийому морфіну у людей. Аденілатциклаза довгий час брала участь у відміні опіоїдів, а підвищена активність аденілатциклази після хронічного лікування морфіном спостерігалась у локусі церулеусу, центральній норадренергічній клітинній групі, яка, як вважається, відіграє головну роль у відміні опіоїдів. Однак механізми, що беруть участь в інших регіонах мозку, ще не з'ясовані.
Хімічна залежність від опіоїдів виникає, коли організм регулює своє нормальне функціонування навколо регулярного вживання опіоїдів. Неприємні фізичні симптоми виникають при припиненні прийому ліків.
Психічна залежність від опіоїдів (розлад, пов'язаний із вживанням психоактивних речовин) виникає, коли спроби зменшити або контролювати вживання виявилися безуспішними або коли вживання призводить до соціальних проблем і нездатності виконувати обов'язки на роботі, в школі та вдома. Опіоїдна залежність часто виникає після того, як у людини розвивається толерантність і залежність від опіоїдів, що робить фізично складним припинення вживання опіоїдів та збільшує ризик відміни.
Зловживання опіоїдами як наркотиками є головною соціальною проблемою в багатьох країнах.

## Побічні ефекти
Найбільш поширеними побічними ефектами є передбачувані наслідки опіоїдної фармакологічної дії та включають нудоту, блювоту, запор, свербіж, запаморочення, сухість у роті та седацію. Побічні ефекти надзвичайно поширені при опіоїдної терапії. Від 50 % до 80 % пацієнтів у клінічних випробуваннях відчувають принаймні один побічний ефект від опіоїдної терапії, однак при повсякденному застосуванні частота може бути навіть вищою. Побічні ефекти часто призводять до припинення опіоїдної терапії.
Більшість побічних ефектів, за винятком запорів та свербежу, покращуються незабаром після початку лікування або після передбачуваного збільшення дози. Запор і свербіж, як правило, зберігаються протягом усього лікування і можуть вимагати тривалого лікування.
Опіоїди мають багаторазовий вплив на фізіологію дихання, включаючи зниження центрального дихального потягу, частоти дихання та дихального об'єму. Вони також збільшують опір дихальних шляхів і зменшують прохідність верхніх дихальних шляхів. Наслідок усіх цих побічних ефектів можуть спричинити неефективну вентиляцію легенів та перешкоду верхніх дихальних шляхів. Опіоїди можуть спричинити нерегулярні дихальні паузи, а задишка може призвести до нестабільного дихання та значного коливання частоти дихання. Вплив опіоїдів на дихання більш виражений під час сну. Повідомлялося про летальний результат у пацієнтів з обструктивним апное сну, яким призначали опіоїди, і апное сну може бути відносним протипоказанням до опіоїдної терапії. Це особливо важливо, якщо пацієнти приймають інші депресанти центрального дихання, такі як бензодіазепіни.
Існує небагато доказів того, що в рівноанальгетичних дозах загальновживані опіоїди помітно відрізняються частотою їх побічних ефектів. Пацієнти, які використовують періодичні схеми дозування опіоїдів, можуть не переносити побічні ефекти. Підвищене всмоктування може відбуватися через трансдермальні опіоїдні препарати з лихоманкою або іншими інтеркурентними захворюваннями, а також якщо пацієнт піддається впливу зовнішнього тепла, наприклад, гарячої ванни або сауни. Якщо виникають занепокоєння, буде потрібно ввести більш пильний моніторинг пацієнта.
Неадекватне лікування побічних ефектів (нерозв'язний запор, ураження фекалій, непрохідність кишечника) та наслідків, пов'язаних з опіоїдами (падіння, переломи та гостра плутанина), може призвести до незапланованих госпіталізацій та загальних витрат, пов'язаних з опіоїдним лікуванням.

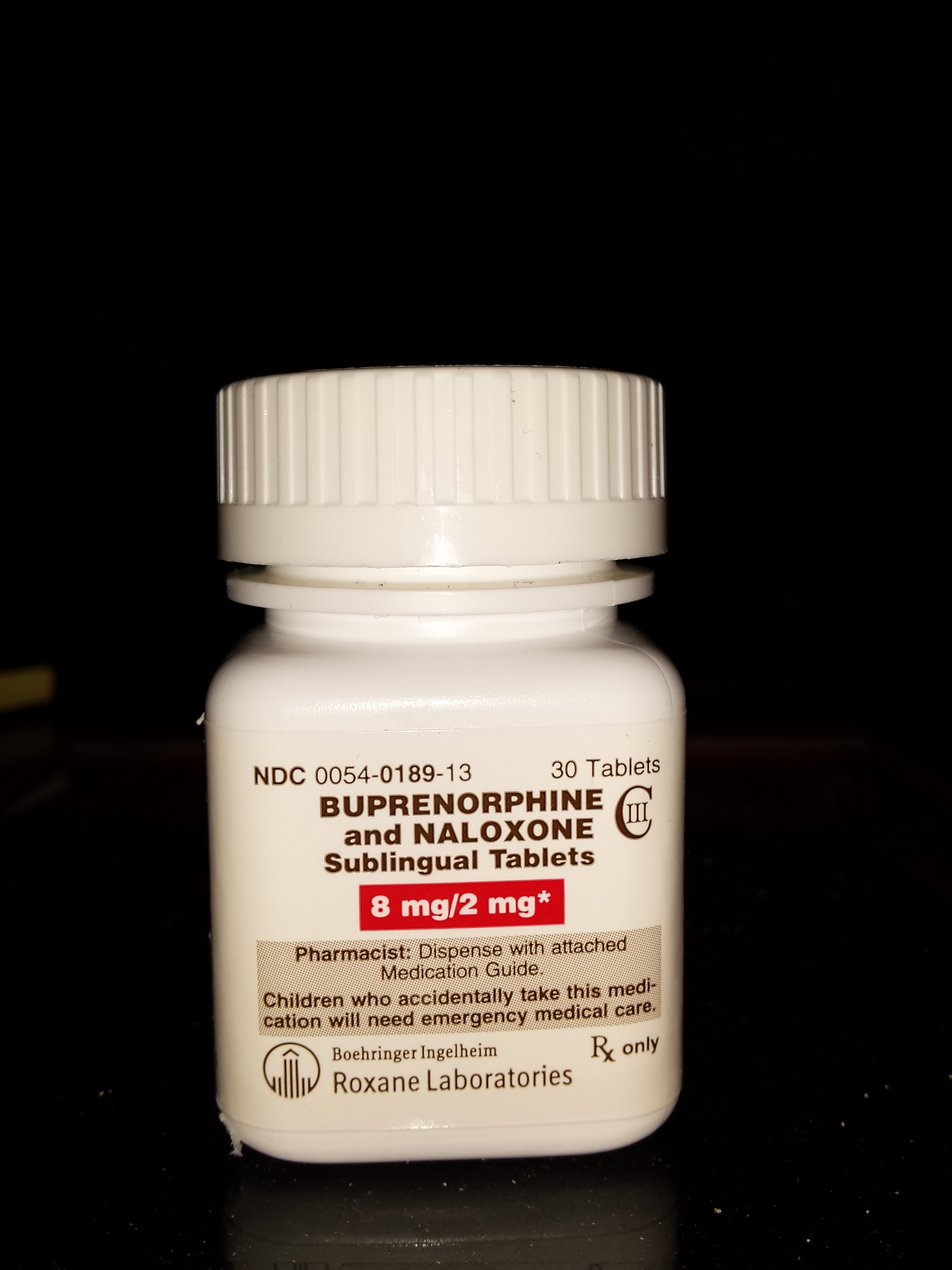
Флакон комбінованих таблеток бупренорфін-налоксон (8мг-2мг відповідно), виробник Roxanne Laboratories.

Пацієнти, які вживають опіоїди за призначенням лікаря, теж можуть наражатися на ризик передозування, і цей ризик різко зростає, коли вони одночасно приймають бензодіазепіни, навіть якщо вони також призначені лікарем. Ризик аналогічно зростає, якщо люди вживають опіоїди та алкоголь разом. У разі передозування та у поєднанні з алкоголем існує ризик пригнічення дихання та зупинки серця. На початку 2019 року стає все більше випадків того, що ризик смерті у цій популяції може бути значно зменшений завдяки доступу до домашніх наборів для реверсування налоксону. Бупренорфін у поєднанні з налоксоном використовується для лікування в амбулаторних умовах — бупренорфін діє як частковий агоніст та антагоніст опіоїдних рецепторів. Налоксон не має пероральної біодоступності і входить до складу препарату, щоб уникнути внутрішньовенного застосування, але, на жаль, сублінгвальним препаратом бупренорфіну та налоксону також можна легко зловживати. Відомі випадки, коли передозування опіоїдів було успішно врятовано випадковими свідками за допомогою непрофесійної ін'єкції налоксону.

## Фармакокінетика та фармакодинаміка деяких опіатів

### Морфін
Морфін — це опіатний алкалоїд, виділений із рослини Papaver somniferum і вироблений синтетичним шляхом. Морфін пов'язується та активує специфічні опіатні рецептори (Δ, μ та κ), кожен з яких бере участь у контролі різних функцій мозку. У центральній нервовій та шлунково-кишкової системах цей засіб виявляє широко розповсюджені ефекти, включаючи знеболення, анксіоліз, ейфорію, седацію, пригнічення дихання та скорочення гладкої мускулатури шлунково-кишкової системи.
Він є потужним знеболюючим засобом, хоча його використання обмежене через терпимість, відмову та ризик зловживання. Морфій застосовується досі, хоча існує ряд напівсинтетичних опіоїдів різної сили, таких як кодеїн, фентаніл, метадон, гідрокодон, гідроморфон, меперидин та оксикодон. Нині морфін використовується в контрольованих формах як знеболювальний засіб в охороні здоров'я.
Морфін можна вводити перорально, внутрішньовенно, ректально, підшкірно, через спинномозкову ін'єкцію (наприклад, епідуральну), а також за допомогою інгаляції або хропіння. Препарат має значну кількість метаболізму першого проходження в печінці, лише близько 40-50 % поглиненої кількості фактично надходить до нервової системи. Більша частина морфію переробляється в нирках і виводиться з організму із сечею.
Морфін має багато побічних ефектів. Серед найбільш поширених і небезпечних є:
- Нудота, блювота та спазми в животі
- Запор
- Седативний ефект і сонливість
- Свербіж і алергічні шкірні реакції, що викликають тепло і почервоніння
- Зменшення зіниць до точок
- Депресія дихання або пригнічене дихання
- Початкові дози призводять до ейфорії, але більші дози викликають неприємні симптоми, такі як галюцинації, марення, запаморочення та сплутаність свідомості
- Формування фізичної або психологічної залежності та розвиток симптомів відміни при припиненні вживання препарату
- Розвиток толерантності та необхідність збільшення дози для досягнення того самого ступеня ефектів, що і раніше
- Ризик передозування та отруєння
- Передача ВІЛ / СНІДу та гепатитів B і С серед споживачів голок.[39]

### Кодеїн
Агоніст опіатів, знеболювальний засіб. Механізм подібний до морфіну, за винятком приблизно однієї десятої потужності морфіну. Кодеїн широко метаболізується. Активність кодеїну та, можливо, деяких активних метаболітів полягає у зв'язуванні з μ-рецепторами та κ-опіатними рецепторами на нервах та пригніченні вивільнення нейромедіаторів, що беруть участь у передачі больових подразників (таких як субстанція Р). Це також може пригнічувати вивільнення деяких медіаторів запалення. Центральний седативний та ейфоричний ефекти пов'язані з ефектами μ-рецепторів у мозку.
Попри те, що морфін є найбільш значущим з огляду на здоров'я опіатів, більша кількість кодеїну споживається з медичної точки зору, більша частина якого синтезується з морфіну. Кодеїн має більшу та більш передбачувану пероральну біодоступність, що полегшує титрування дози. Кодеїн також має менший потенціал зловживання, ніж морфін, і оскільки він м'якший, потрібні більші дози кодеїну.
Поширені побічні ефекти спостерігаються у більш ніж 1 із 100 людей:
- запор
- почуття нудоти або нудота (нудота або блювота)
- почуття сонливості
- плутанина, запаморочення і запаморочення (відчуття прядіння)
- сухість у роті
- головний біль[41]

### Героїн
Початок дії героїну залежить від способу введення. Приймаючи всередину, героїн повністю метаболізується in vivo за допомогою екстенсивного метаболізму першого проходження в морфін перед тим, як пройти гематоенцефалічний бар'єр; отже, ефекти такі ж, як при застосуванні перорально морфіну. Приймаючи ін'єкційно, ацетильні групи діаморфіну сприяють швидкому переходу в мозок. Потрапляючи в мозок, героїн швидко метаболізується в морфін шляхом видалення ацетильних груп, що робить його проліком для доставки морфіну. Згодом, незалежно від того, чи викликають вони дії периферично (наприклад, на гладкі м'язи, скелетні м'язи, нирки, легені, печінку чи тканину селезінки) або на центральну нервову систему, це, зрештою, метаболіт морфіну героїну, який потім зв'язується з опіоїдними рецепторами та спричиняє наркотичні опіоїдні ефекти, зазвичай пов'язані з речовиною.
В кінці 19 століття героїн використовувався для лікування наркоманії. Героїн виявився ефективнішим знеболювальним та кращим ліками проти кашлю, ніж морфін, але також провокував більшу залежність. Героїн є найбільш вживаним опіатом через сильну інтоксикацію. Героїн курять, нюхають або вводять, і він може легко призвести до передозування, де зупинка дихання може призвести до смерті.
До короткочасних ефектів героїну належать:
- Ейфорія
- Сухість у роті
- Тепла, почервоніла шкіра
- Руки та ноги, які відчувають важкість
- Розлад шлунку і блювота
- Свербіж
- Включення та вимкнення сонливості (це часто називають «кивком»)

Тривале вживання героїну може призвести до:
- Руйнування вен
- Безсоння
- Інфекції серцевої оболонки та клапанів
- Шкірні інфекції, такі як абсцеси та целюліт
- Більш високий шанс заразитися ВІЛ / СНІДом, гепатитом B та гепатитом C
- Хвороби печінки та нирок
- Психічні розлади
- Легеневі захворювання, такі як пневмонія та туберкульоз
- Менструальні проблеми і викидень[43]

### Гідроморфон
Гідроморфон призначений для лікування середнього та сильного гострого болю та сильного хронічного болю. Через потенціал звикання та ризик передозування гідроморфон призначають лише тоді, коли інші методи лікування першої лінії не дають результату.
Гідроморфон — це гідрогенізований кетон морфіну, напівсинтетичного опіоїда зі знеболювальним ефектом. Гідроморфон вибірково пов'язує μ-опіоїдний рецептор, який пов'язаний через G-білки. Зв'язування стимулює обмін гуанозинтрифосфату (GTP) на гуанозиндифосфат (GDP) на комплексі G-білка, взаємодіє та інгібує аденілатциклазу, розташовану на внутрішній поверхні плазматичної мембрани. Це призводить до зменшення внутрішньоклітинного циклічного 3 ', 5'-аденозинмонофосфату (цАМФ). Далі, активовані калієві канали, керовані напругою, тим самим викликають гіперполяризацію та зменшують збудливість нейронів. Крім того, інгібується розкриття напружених кальцієвих каналів, що призводить до гальмування надходження кальцію та зменшення вивільнення різних нейромедіаторів, включаючи ГАМК, вазопресин, соматостатин, інсулін та глюкагони.
Поширені побічні ефекти можуть включати:
- запор, нудота, блювота;
- запаморочення, сонливість;
- почервоніння (тепло, почервоніння або відчуття неприємних відчуттів);
- пітливість, свербіж;
- сухість у роті;
- зміни настрою;
- подразнення шкіри або тверда грудка, де робилася ін'єкція.[46]

### Оксиморфон
Оксиморфон як і гідроморфон є напівсинтетичними похідними морфіну та потужними опіатними агоністами, які використовуються переважно для лікування середнього та сильного болю. Оксиморфон — це напівсинтетичний опіоїдний замінник морфію. Це потужний знеболювальний засіб. Опіоїдні анальгетики надають свої основні фармакологічні ефекти на ЦНС та шлунково-кишковий тракт. Основними діями терапевтичного значення є знеболення та седація. Опіоїди викликають пригнічення дихання безпосередньою дією на дихальні центри стовбура мозку. Механізм пригнічення дихання передбачає зменшення реакції дихальних центрів стовбура мозку на збільшення напруги вуглекислого газу та на електростимуляцію.
Поширені побічні ефекти можуть включати:
- сухість у роті
- біль або набряк у шлунку
- нудота
- блювота
- газ
- надмірне потовиділення
- промивання
- прискорене серцебиття
- червоні очі
- головний біль
- почуття тривоги або розгубленості
- свербіж[48]

### Гідрокодон
Гідрокодон — напівсинтетичний опіоїдний анальгетик, який діє як агоніст опіоїдних рецепторів і активує мю-опіоїдні рецептори для отримання аналгетичного ефекту. Крім того, гідрокодон активує дельта- і каппа-опіоїдні рецептори, коли його концентрація в плазмі перевищує початкову дозу. Його переважно застосовують для лікування сильного хронічного болю, який потребує опіоїдного знеболення і не піддається ефективному лікуванню неопіоїдними альтернативами. Гідрокодон також має протикашльові властивості і використовується в комбінованих препаратах для лікування непродуктивного кашлю у дорослих.

### Оксикодон
Оксикодон — напівсинтетичний наркотичний анальгетик, фізіологічні ефекти якого включають знеболення, седацію, пригнічення кашлю, пригнічення дихання та запори. Хронічне застосування оксикодону в поєднанні з парацетамолом може призвести до серйозного ураження печінки.

### Фентаніл
Фентаніл — синтетичний, ліпофільний агоніст опіоїдів фенілпіперидину, що має знеболювальні та анестезуючі властивості. Він приблизно в 100 разів сильніший за морфін і в 50 разів сильніший за героїн як анальгетик. Фентаніл вибірково зв'язується з μ-рецептором у центральній нервовій системі (ЦНС) та активує його, імітуючи вплив ендогенних опіатів. Активація опіоїдного рецептора μ-підтипу стимулює обмін GTP на ВВП на комплексі G-білка і згодом інгібує аденілатциклазу. Це спричиняє зменшення внутрішньоклітинного цАМФ, який інгібує опосередкований цАМФ приплив кальцію в клітину через кальцієві канали і тим самим призводить до гіперполяризації та зниження збудливості нейронів.
Внутрішньовенні або внутрішньом'язові ін'єкції фентанілу показані для короткочасного знеболення під час введення, підтримання та відновлення після загальної або регіональної анестезії. Ці ін'єкції також використовуються з нейролептиком для премедикації, індукції та як допоміжний засіб для підтримки анестезії. Фентанілові внутрішньовенні або внутрішньом'язові ін'єкції використовуються з киснем для анестезії у пацієнтів з високим ризиком.
До найпоширеніших побічних ефектів, які можуть виникати при застосуванні фентанілу, належать:
- почервоніння та подразнення шкіри на місці нанесення пластиру
- нудота
- блювота
- втома
- запаморочення
- проблеми зі сном
- запор
- підвищене потовиділення
- відчуття холоду
- головний біль
- діарея
- втрата апетиту[54]

### Меперидин
Меперидин — синтетичний опіоїд, який широко застосовується для терапії середнього та сильного болю. Меперидин не був пов'язаний із підвищенням рівня ферментів у сироватці крові під час терапії або з клінічно очевидним ураженням печінки.
Меперидин — синтетичний агоніст опіатів, що належить до класу фенілпіперидинів. Меперидин може спричиняти менше спазму гладкої мускулатури, запору та депресії кашльового рефлексу, ніж еквівалентні дози морфіну. Початок дії трохи швидший, ніж при застосуванні морфіну, і тривалість дії трохи коротша. Хімічна структура меперидину подібна до місцевих анестетиків. Меперидин рекомендується для купірування середнього та сильного гострого болю та має унікальну здатність переривати післяопераційні тремтіння та тремтіння, викликані амфотерицином В. Меперидин також застосовується для внутрішньовенної регіональної анестезії, блокування периферичних нервів та внутрішньосуглобового, епідурального та спинномозкового знеболення. Меперидин вважається засобом другої лінії для лікування гострого болю.
Поширені побічні ефекти можуть включати:
- повільне серцебиття, слабке або поверхневе дихання, дихання, яке зупиняється під час сну;
- алергічні реакції;
- сильна сонливість, відчуття, що ви можете втратити свідомість;
- розгубленість, зміна настрою;
- сильний запор;
- тремор, м'язові рухи, які ви не можете контролювати, або судоми (судоми);
- низький рівень кортизолу — нудота, блювота, втрата апетиту, запаморочення, погіршення втоми або слабкості.[57]

### Метадон
Метадон призначається для лікування болю, досить сильного, щоб вимагати опіоїдного знеболювального препарату, і при якому альтернативні варіанти лікування є недостатніми. Рекомендується використовувати для пацієнтів, для яких альтернативні варіанти лікування (наприклад, неопіоїдні анальгетики, комбіновані опіоїдні препарати) неефективні, не переносяться або в іншому випадку будуть недостатніми для забезпечення достатнього управління болем. Також показано метадон для дезінтоксикаційного лікування опіоїдної залежності (героїн або інші морфіноподібні наркотики), а також для підтримуючого замісного лікування опіоїдної залежності у дорослих разом із відповідними соціальними та медичними послугами.
Метадон — синтетичний опіоїд зі знеболювальною активністю. Метадон імітує дію ендогенних пептидів на опіоїдні рецептори ЦНС, насамперед на μ-рецептор, і має дії, подібні до дії морфіну та морфіноподібних засобів. Характерні морфіноподібні ефекти включають знеболення, ейфорію, седацію, пригнічення дихання, міоз, брадикардію та фізичну залежність. Однак симптоми детоксикації між морфіноподібними агентами та метадоном відрізняються тим, що симптоми абстиненції метадону проявляються повільніше, перебіг триваліший і симптоми менш виражені.
Побічні ефекти метадону подібні до тих, що пов'язані з іншими опіоїдними препаратами. До них належать:
- Запор
- Запаморочення або запаморочення
- Сонливість або сонливість
- Нудота або блювота
- Порушення пізнання або сплутаність свідомості
- Забуття
- Порушення рівноваги або координації

Передозувати метадон набагато легше, ніж інші опіоїдні препарати. Симптоми передозування включають:
- Повільне, поверхневе дихання, відоме як пригнічення дихання
- Клейка або синювата шкіра
- Губи та кінчики пальців блакитного відтінку
- Сильна втомлюваність аж до нездатності не спати
- Ступор
- Судоми
- Блювота
- Кома
- Смерть[60]